# 萨罗斯湾

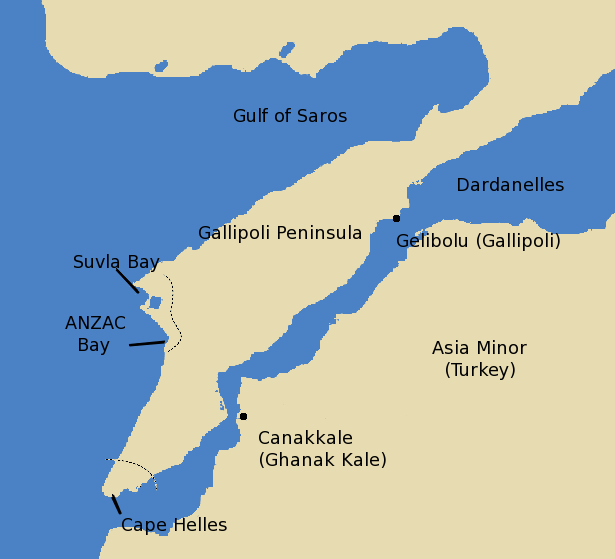

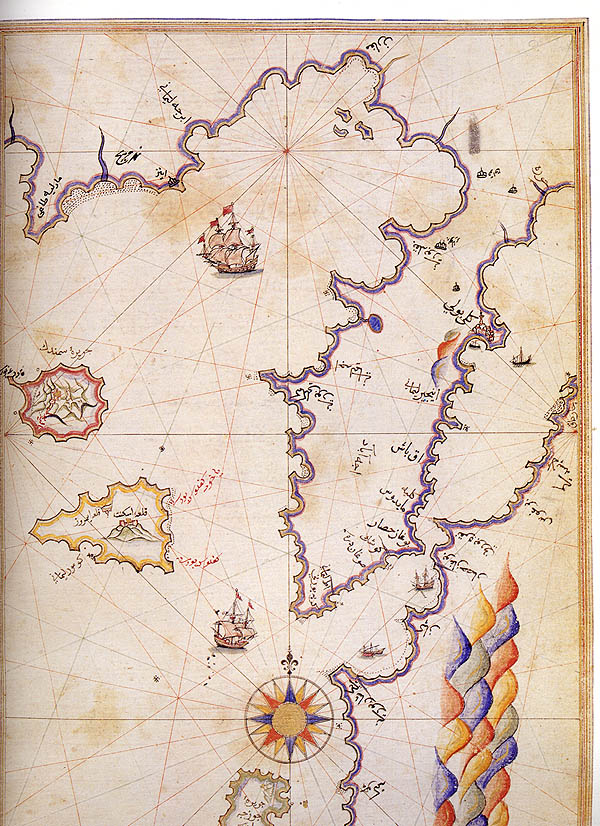

萨罗斯湾（土耳其語：Saros Körfezi）古希腊人也称为梅拉斯湾（Μέλανα κόλπον）。海湾长75公里，宽35公里。这里远离工业区，有沙滩和清澈的海水，是一个受欢迎的避暑胜地。水肺潜水、滑浪风帆和钓鱼是这里最受欢迎的水上运动。
海湾周围的居民点均属于埃迪尔内省。格克切岛位于萨罗斯湾外，而萨莫色雷斯岛位于希腊爱琴海，近在咫尺。
北安那托利亚断层是土耳其最突出的活动断层，也是历史上无数次大地震的源头，穿过伊兹密特湾，横穿马尔马拉海，到达萨罗斯湾东南。
在达达尼尔海峡的南岸，加里波利半岛对面，是传说中的特洛伊的所在地。
该海湾长期以来一直是北大西洋公约组织两栖演习的场所。1992年秋天，在海湾举行的北约“展示决心”演习中，土耳其驱逐舰Muavenet被美国海军航空母舰萨拉托加号航空母舰 (CV-60)发射的两枚AIM-7麻雀导弹击中。事件造成数名土耳其军官丧生，其他许多人受重伤。  